# Bezdrev
Der Bezdrev (deutsch Bestrewer Teich) ist ein Teich in Südböhmen. Er liegt südlich der Stadt Zliv im Budweiser Becken in Tschechien und wird vom Soudný potok und einigen kleineren Zuflüssen gespeist. Der Bezdrev ist nach dem Rosenberg-Weiher und dem Horusický rybník der drittgrößte Fischteich des Landes. Er gehört zum Kataster von Zliv.
Der künstliche Teich wurde in den Jahren 1490 bis 1492 für den Besitzer der Herrschaft Frauenberg, Wilhelm II. von Pernstein angelegt. Er hat einen 400 m langen Damm, der eine Höhe von 7,8 m erreicht. Unterhalb des Dammes befindet sich der Bahnhof Hluboká nad Vltavou.
Nordwestlich oberhalb liegt der Teich Zlivský rybník. Am nördlichen Ufer liegt Zliv, östlich Munice und Hluboká nad Vltavou, im Südosten der Hof Vondrov und das Schloss Ohrada, südlich Dasný, im Südwesten Češnovice und auf einer Halbinsel Zálužice. Westlich befindet sich Pištín.
Im nördlichen Teil befindet sich die Halbinsel Králičí ostrov (Künigelberg). Die ursprüngliche waldige Insel, auf der sich das herrschaftliche Jägerhaus Künigelberg befand, erhielt ihren Namen durch die Haltung zahlreicher Kaninchen. Sie wurde in der zweiten Hälfte des 19. Jahrhunderts mit dem Land verbunden. Am östlichen Ufer führt die Eisenbahnstrecke Plzeň – České Budějovice entlang. Diese führte früher in einer 800 m langen Brücke bei der Künigelberg-Insel über die nordöstliche Bucht. Später wurde an ihrer Stelle ein Damm errichtet und die Bucht als Teich Bezdrývka abgetrennt.